# Serra de Montvià
La Serra de Montvià és una serra situada al municipi de Flix a la comarca de la (Ribera d'Ebre), amb una elevació màxima de 143,4 metres.